# Hermann de Bury
Pour les articles homonymes, voir Hermann.
Œuvres principales
- Miracula Eadmundi regis Angliæ

Hermann de Bury ou Hermannus archidiaconus (« Hermann l'Archidiacre ») est un homme d'Église du XIe siècle.
Probablement d'origine allemande, Hermann fait partie de l'entourage de l'évêque Herfast, qui détient le siège épiscopal d'Est-Anglie de 1070 à 1084. Durant cette période, il est impliqué dans la querelle qui oppose l'évêque à Baudouin de Bury St Edmunds, abbé de l'abbaye de Bury St Edmunds. Après la mort de Herfast, il devient à une date inconnue moine à Bury St Edmunds, où il termine ses jours en 1097 ou 1098.
Hermann est l'auteur des Miracula Eadmundi regis Angliæ, une hagiographie d'Edmond le Martyr, roi d'Est-Anglie tué par les Vikings en 869. Son texte décrit les miracles attribués au saint et chronique l'histoire de l'abbaye de Bury St Edmunds, qui doit son nom à Edmond.

## Biographie
L'historien Tom Licence décrit Hermann de Bury comme un individu « haut en couleur ».
Hermann est probablement d'origine allemande. Il pourrait avoir été moine à l'abbaye Saint-Vincent de Metz, à en juger par les similitudes entre ses écrits et ceux de Sigebert de Gembloux et d'Alpert de Metz. Il pourrait avoir été l'élève de Sigebert, écolâtre à Saint-Vincent entre 1050 et 1070 environ, avant d'émigrer en Est-Anglie. Il doit être né au plus tard en 1040 dans la mesure où il occupe un poste à responsabilités auprès de l'évêque d'Elmham Herfast à partir du début des années 1070, un poste qu'il aurait été trop jeune pour occuper s'il était né plus tard. D'après Henry de Kirkestede, prieur de l'abbaye de Bury St Edmunds au XIVe siècle, Hermann est l'archidiacre de Herfast, un poste qui implique d'importantes responsabilités administratives.
Les premières années de l'épiscopat de Herfast sont marquées par une querelle avec l'abbé Baudouin de Bury St Edmunds dans laquelle Hermann est amené à jouer un rôle. Le siège épiscopal de l'Est-Anglie se situe d'abord à North Elmham avant que Herfast ne le transfère à Thetford en 1072, mais ces deux localités n'offrent pas de sources de revenus dignes d'un évêque et Herfast souhaite par conséquent s'installer à Bury St Edmunds,. Baudouin s'oppose farouchement à ce que son abbaye devienne un siège épiscopal et l'affaire remonte jusqu'à l'archevêque de Cantorbéry Lanfranc. Celui-ci exprime son mécontentement dans une lettre à Herfast, dans laquelle il exige que sa querelle avec Baudouin soit portée devant lui et réclame par ailleurs le bannissement du « moine Hermann », soit dans un monastère, soit hors du royaume d'Angleterre, en raison de sa vie dissolue. Lanfranc a pour informateur dans cette affaire un clerc de Baudouin qui entretenait peut-être une rancune toute particulière à l'encontre de Hermann, d'où cette requête,. Herfast ignore la demande de l'archevêque et garde Hermann avec lui. Lorsqu'il manque de perdre la vue à la suite d'un accident de cheval, Hermann tente de le convaincre de se réconcilier avec Baudouin pour faire appel à ses compétences ; l'abbé a été le médecin des rois Édouard le Confesseur et Guillaume le Conquérant. La dispute entre Herfast et Baudouin est finalement tranchée en défaveur de l'évêque par un tribunal royal en 1081. Par la suite, Hermann regrette d'avoir assisté Herfast en s'occupant de rédiger les lettres qu'il a adressées au roi Guillaume à ce sujet.
Hermann reste auprès de Herfast jusqu'à la mort de l'évêque, en 1084, mais il n'est pas certain qu'il soit entré au service de son successeur Guillaume de Beaufeu (en). En 1092, il est moine à l'abbaye de Bury St Edmunds avec un rang élevé, probablement préchantre, puis peut-être prieur à partir de 1095 environ. Il fait preuve d'un grand zèle lorsqu'il prêche et n'hésite pas à montrer aux gens du peuple les vêtements ensanglantés du saint éponyme de l'abbaye, Edmond le Martyr. D'après un écrivain qui ne l'apprécie guère, il aurait laissé la foule embrasser les reliques d'Edmond en échange de deux pence et serait mort peu après en punition de ce manque de respect. Il meurt probablement en juin 1097 ou 1098.

## Œuvre
Hermann est l'auteur des Miracula Eadmundi regis Angliæ (« Miracles d'Edmond, roi d'Angleterre »), une hagiographie du roi d'Est-Anglie Edmond le Martyr. Mort en affrontant une armée viking en 869, Edmond est très tôt considéré comme un saint et ses reliques sont transférées à l'abbaye de Bury au début du Xe siècle. Son culte est très populaire en Angleterre tout au long du Moyen Âge,. La première hagiographie connue d'Edmond est la Passio sancti Edmundi rédigée par Abbon de Fleury à la fin du Xe siècle ; celle d'Hermann est la seconde. Il affirme s'appuyer sur un autre récit des miracles d'Edmond, mais il pourrait s'agir d'un simple artifice rhétorique pour rendre son propos plus crédible en l'attribuant à une tradition antérieure.
Le principal objectif de Hermann est de justifier la foi en Dieu et en Edmond, mais ses Miracula ne sont pas un simple récit de la vie du saint et des miracles qui lui sont attribués. Il s'appuie sur des sources historiques, comme la Chronique anglo-saxonne, pour structurer son propos et décrire l'histoire de l'abbaye de Bury St Edmunds, ainsi que les bonnes actions de divers rois et évêques. L'historien Tom Licence estime qu'il réalise ainsi un véritable tour de force : une histoire d'Angleterre sous la forme d'un récit narratif continu plutôt que d'une série d'annales, comparable aux travaux de Bède le Vénérable avant lui et de Guillaume de Malmesbury après.
Les Miracula s'adressent à un public savant, qui possède une maîtrise avancée du latin. Comme d'autres auteurs contemporains, Hermann aime utiliser des mots rares (grécismes, archaïsmes ou néologismes), mais il témoigne également d'un goût pour les dictons vernaculaires et l'humour noir, ainsi que pour les images paradoxales comme « l'ancre de la mécréance », « le fardeau de la paresse » ou « faire confiance à l'injustice ». Tom Licence décrit son style comme « maniériste » dans le sens où il s'efforce de surprendre et d'étonner son lectorat en s'exprimant de manière inhabituelle. Il connaît les grands auteurs classiques et chrétiens et se montre capable de traduire dans un latin élégant et précis un texte en langue vernaculaire.
La première moitié des Miracula, jusqu'à la conquête normande de l'Angleterre, pourrait avoir été rédigée vers 1070, mais il est plus probable qu'il ait été intégralement composé entre 1087 et 1100, sous le règne de Guillaume le Roux. Le texte original rédigé par Hermann ne subsiste pas, mais une version abrégée figure juste après la Passio sancti Edmundi d'Abbon de Fleury dans un manuscrit produit vers 1100 et conservé dans la bibliothèque Cotton de la British Library. Ce manuscrit présente ainsi un aperçu complet de la vie du saint et de ses miracles. Bien qu'il soit rédigé avec beaucoup de soin, ce livre présente des espaces vierges et le récit des miracles d'Edmond s'interrompt au beau milieu d'une phrase, ce qui suggère un arrêt brutal du travail de copie. Le contenu manquant correspond probablement aux sept miracles figurant dans un manuscrit de 1377 conservé à la bibliothèque Bodléienne et attribués par le scribe à Hermann. Il subsiste par ailleurs deux exemplaires d'une version des Miracula produite peu après la mort de Hermann qui ne reprend que les miracles en omettant le contenu de nature historique, un conservé à la bibliothèque Bodléienne et l'autre à la Bibliothèque nationale de France. Tom Licence estime que les deux versions connues de la Miracula doivent provenir d'une version intermédiaire perdue depuis, car elles partagent des erreurs de langue qu'un érudit comme Hermann n'aurait pas pu commettre.
Une autre révision des Miracula, peut-être réalisée par l'hagiographe Goscelin de Saint-Bertin, subsiste dans un manuscrit enluminé des années 1120 ou 1130 conservé à la Morgan Library and Museum. Ce nouveau texte semble avoir été commandé par Herbert de Losinga, évêque d'Est-Anglie de 1091 à 1119 : il met l'accent sur le rôle joué par les évêques dans l'histoire de Bury St Edmunds et ne se montre pas tendre à l'encontre des ennemis d'Herbert, parmi lesquels l'abbé Baudouin et Hermann lui-même, qui s'opposent à ses tentatives infructueuses de soumettre l'abbaye de Bury à son autorité,.
Hermann pourrait également être l'auteur de Sur l'hérésie simonie, une satire anonyme en 50 hexamètres. Ce texte s'en prend à Herbert de Losinga, qui a acheté l'évêché d'Est-Anglie pour lui-même et l'abbatiat du New Minster de Winchester pour son père. Hermann s'en prend à Herbert dans les Miracula où il le compare à Satan,.